# 1988년 전국체육대회
제69회 전국체육대회는 1988년 5월 9일부터 1988년 5월 22일까지 전국 일원에서 개최되었다.
종목별 전국규모대회와 겸하여 개최, 종목별 종합시상만 실시되었다.

## 개요
- 대회명칭 : 제69회 전국체육대회
- 개최기간 : 1988년 5월 9일 ~ 1988년 5월 22일
- 개최지 : 전국 일원
- 구호 : 굳센 체력, 알찬 단결, 빛나는 전진
- 참가인원 : 15,519명
- 종별 : 일반부, 대학부, 고등부

## 종목

### 정식종목
| - 검도 - 궁도 - 농구 - 럭비 - 레슬링 - 롤러 - 배구 - 배드민턴 - 복싱 - 사격 | - 사이클 - 수영 (경영, 다이빙, 수구) - 승마 - 씨름 - 야구 - 역도 - 유도 - 육상 - 정구 - 조정 | - 체조 - 축구 - 탁구 - 태권도 - 테니스 - 펜싱 - 하키 - 핸드볼 |